# HD 152079 b
HD 152079 b是一顆位於天壇座的離心木星，距離地球約278光年，由麥哲倫行星搜尋計畫於2010年發現。